# Џамала
Сусана Алимовна Џамаладинова (укр. Сусана Алимовна Джамаладінова, кт. Susana Camaladinova; Ош, Киргиска ССР, 27. август 1983), позната под псеудонимом Џамала (укр. Джамала; кт. Camala), украјинска је оперска и џез певачица, композитор, текстописац и глумица.
Са песмом 1944 освојила је гран при Песме Евровизије 2016.

## Биографија
Сусана Алимовна Џамаладинова рођена је 27. августа 1983. године у киргистанском граду Ошу у централној Азији. Њен отац, Алим Ајарович Џамаладинов по националној припадности је Кримски Татар, и припадао је оној групи кримских Татара који су расељени са Крима пред крај Другог светског рата због наводне сарадње са фашистичким окупаторима, док је њена мајка Галина Тумасова Јерменка из Нагорно Карабаха. Након што се њена породица вратила на Крим 1989. настанили су се у маленом селу Малореченском крај Алуште, где је Џамала провела детињство. Љубав према музици Џамала је наследила од родитеља, њена мајка је свирала клавир, док је отац био хорски диригент и води је властити ансамбл који је изводио традиционалну музику кримских Татара и других средњоазијских народа..
Већ као деветогодишња девојчица Џамала је снимила своју прву плочу на којој се налазило 12 дечијих и народних кримскотатарских песама. У Алушти је завршила основну музичку школу, одсек за клавир, а потом уписује вишу музичку школу у Симферопољу. По окончању средње школе одлази у Кијев и на Националној музичкој академији Петра Иљича Чајковског студира оперско певање. Иако је по окончању студија требало да се пресели у Милано где би наступала у чувеној Ла Скали, Џамала је одлучила да се посвети популарној музици и естради где је успешно комбиновала елементе џеза и соула са традиционалном источњачком и класичном музиком. Уметничко име Џамала издвојила је из првог дела свог презимена.
Још током студија наступала је на бројним џез фестивалима у земљи и иностранству. Године 2006. као чланица вокалног квинтета Beauty Band добија награду за најбољи вокал џез фестивала Dо#Dж у Доњецку. Кореографкиња Јелена Кољаденко приметивши њене вокалне могућности доделила јој је главну улогу у мјузиклу Па, и та улога умногоме је утицала на њену будућу каријеру.
Одлучујући моменат у њеног каријери био је наступ на фестивалу New Wave 2009. у летонској Јурмали, фестивалу на којем се такмиче млади и неафирмисани извођачи, а где је Џамала освојила прву награду. Након победе на фестивалу у Јурмали њена каријера креће узлазном путањом, магазин Cosmopolitan је проглашава за „музичко откриће године”, редакција часописа ELLE проглашава је „певачицом године”, а додељено јој је и признање „Особа године у Украјини”. Иако је њена популарност у естрадном свету расла, Џамала није у потпуности запустила класичну музику, те је тако цело лето 2009. године играла главну улогу у Равеловој опери L'heure espagnole, а у фебруару 2010. игра у оперској постави Василија Берхатова насталој по мотивима из серијала филмова о Џејмсу Бонду.
У новембру 2009. објавила је дебитантски спот за кавер верзију песме History Repeating, а свега три месеца касније, у фебруару 2010, објављује спот за своју прву ауторку композицију под називом You’re Made of Love. Потом су уследили синглови It’s me, Jamala (октобар 2010) и Smile (фебруар 2010) који су остварили запажен успех код слушалаца на целом постсовјетском простору. Са песмом Smile Џамала се такмичила и на националном избору за Песму Евровизије 2011., одакле се повукла иако је према гласовима публике заслужила место у финалној вечери. Наиме, због одређених нерегуларности око избора финалиста и намештених гласова у полуфиналу, одлучено је да се финале понови, али је Џамала, заједно са Златом Огневич, одустала од поновљеног наступа изражавајући сумњу у регуларност такмичења.
У јесен 2011. објавила је дебитантски албум For Every Heart чији је комплетан аутор. Потом је уследило учествовање у забавном телевизијском програму Звезде у опери, емитованом током јануара 2012, а у којем је Џамала победила у пару са Владом Пављуком. У марту 2016. објавила је други студијски албум All or Nothing са 12 песама (11 од њих у целости је написала сама Џамала, док је последња композиција обрада кримскотатарске традиционалне песме Unutmasan).